# Bokuy (Dédougou)
Pour les articles homonymes, voir Bokuy.
Bokuy est une commune située dans le département de Dédougou de la province du Mouhoun au Burkina Faso.